# Лавреньов Борис Андрійович
Лавреньов Борис Андрійович (рос. Лавренёв Борис Андреевич; нар. 5 [17] липня 1891, Херсон, Таврійська губернія, Російська імперія — пом. 7 січня 1959, Москва, РРФСР) — російський радянський письменник. Лауреат Державної премії СРСР (1946, 1950).

## Життєпис
Народився 5 [17] липня 1891 року в Херсоні в родині вчителя літератури. Навчався у Херсонській чоловічій гімназії. Закінчив юридичний факультет Московського державного університету ім. М. Ломоносова у 1915 році і в тому ж році пішов добровольцем на фронт. Служив у артилерії.
Жовтневий переворот спочатку не прийняв, у своїй автобіографії він написав: «Похмурі ексцеси, які мені довелося бачити перед Жовтнем і після, в перші тижні, дуже розбовтали мені нерви». Борис Лавреньов серйозно замислюється про еміграцію, але від цього кроку його відмовляє батько, тому він повертається у Москву. Пізніше служив у лавах Червоної Армії. З 1921 р. — професійний літератор.
Автор творів «Сорок перший», «Заколот», «Лєрмонтов» та ін.
За його повістю «Вітер» кінорежисер М. Ільїнський створив фільм «Лють» (1965), а за однойменним оповіданням — кінокартину «Зоряний цвіт» (1971).
За мотивами творів Бориса Лавреньова «Гала-Петер» і «Марина» кінорежисер Борис Івченко зняв стрічку «Марина» (1974).
Повість «Сорок перший» була екранізована двічі.
Нагороджений двома орденами Трудового Червоного Прапора.
Був членом Спілки письменників СРСР.
Помер 7 січня 1959 року в Москві. Похований на Новодівочому цвинтарі.

## Творчість
Один з найважливіших лейтмотивів Лавреньова — знищення гуманних і природних людських почуттів в ім'я революційної ідеології. Готовність і необхідність вбити батька, якщо він «проти революції», вбивство молодою дівчиною свого коханого, який виявився нерозкаяним білогвардійцем — наріжні, знакові епізоди з текстів Лавреньова. Автор цілком схвалює тих дегуманізуованих персонажів, і запрошує читача взяти їх вчинки за зразок правильної моралі.